# Paracostus paradoxus
Paracostus paradoxus là một loài thực vật có hoa trong họ Costaceae. Loài này được (K.Schum.) C.Specht mô tả khoa học đầu tiên năm 2006.